# Devil May Cry (videohra)
Devil May Cry je akční adventura z roku 2001, kterou vyvinula a vydala společnost Capcom. Vydána byla mezi srpnem a prosincem původně pro PlayStation 2 a je prvním dílem série Devil May Cry.

## Příběh
Děj se odehrává v moderní době na fiktivním ostrově Mallet a soustředí se na lovce démonů Danteho, který využívá své podnikání k vykonání celoživotní vendety proti všem démonům. Potkává ženu jménem Trish, která ho vezme na cestu, aby porazil pána démonů Munduse, který je zodpovědný za smrt Danteho bratra a matky.
Příběh je vyprávěn především prostřednictvím směsice cutscén, které využívají herní engine, a několika předrenderovaných full motion videí.
Hra je velmi volně založena na italské básni Božská komedie. Hra je plná narážek, včetně hlavního hrdiny hry Danteho (pojmenovaném podle Danteho Alighieriho) a dalších postav, jako je Trish (Beatrice Portinari) a Vergil (Vergil).

## Vývoj a vydání
Hra byla původně koncipována vývojáři jako Resident Evil 4. Vzhledem k tomu, že zaměstnanci měli pocit, že by se nehodila do série Resident Evil, stal se z projektu samostatný herní titul. Některé herní prvky byly inspirovány hrou Onimusha: Warlords. O hře Devil May Cry se ve videoherních médiích významně psalo díky jejímu vlivu na žánr akčních adventur, vysoké obtížnosti a celkově vysokému hodnocení, které jí udělili profesionální recenzenti.
Hry se prodalo více než tři miliony kopií, vzniklo několik pokračování a prequel a je považována za jednu z nejlepších videoher všech dob.